# Limnonectes
Limnonectes är ett släkte av groddjur. Limnonectes ingår i familjen Dicroglossidae.

## Dottertaxa tillLimnonectes, i alfabetisk ordning[1]
- Limnonectes acanthi
- Limnonectes arathooni
- Limnonectes asperatus
- Limnonectes bannaensis
- Limnonectes blythii
- Limnonectes dabanus
- Limnonectes dammermani
- Limnonectes diuatus
- Limnonectes doriae
- Limnonectes finchi
- Limnonectes fragilis
- Limnonectes fujianensis
- Limnonectes grunniens
- Limnonectes gyldenstolpei
- Limnonectes hascheanus
- Limnonectes heinrichi
- Limnonectes ibanorum
- Limnonectes ingeri
- Limnonectes kadarsani
- Limnonectes kenepaiensis
- Limnonectes khammonensis
- Limnonectes khasianus
- Limnonectes kohchangae
- Limnonectes kuhlii
- Limnonectes larvaepartus[2]
- Limnonectes laticeps
- Limnonectes leporinus
- Limnonectes leytensis
- Limnonectes limborgi
- Limnonectes macrocephalus
- Limnonectes macrodon
- Limnonectes macrognathus
- Limnonectes magnus
- Limnonectes malesianus
- Limnonectes mawlyndipi
- Limnonectes mawphlangensis
- Limnonectes megastomias
- Limnonectes micrixalus
- Limnonectes microdiscus
- Limnonectes microtympanum
- Limnonectes modestus
- Limnonectes namiyei
- Limnonectes nitidus
- Limnonectes palavanensis
- Limnonectes paramacrodon
- Limnonectes parvus
- Limnonectes plicatellus
- Limnonectes poilani
- Limnonectes rhacoda
- Limnonectes shompenorum
- Limnonectes timorensis
- Limnonectes tweediei
- Limnonectes visayanus
- Limnonectes woodworthi